# Cincinnati Masters 2008 - Qualificazioni singolare femminile
Le qualificazioni del singolare femminile del Cincinnati Masters 2008 sono state un torneo di tennis preliminare per accedere alla fase finale della manifestazione. I vincitori dell'ultimo turno sono entrati di diritto nel tabellone principale. In caso di ritiro di uno o più giocatori aventi diritto a questi sono subentrati i lucky loser, ossia i giocatori che hanno perso nell'ultimo turno ma che avevano una classifica più alta rispetto agli altri partecipanti che avevano comunque perso nel turno finale.
Le qualificazioni del torneo Cincinnati Masters  2008 prevedevano 16 partecipanti di cui 4 sono entrati nel tabellone principale.

## Teste di serie
1. Barbora Zahlavova Strycova (primo turno)
2. Evgenija Rodina (Qualificato)
3. Yuan Meng (Qualificato)
4. Mathilde Johansson (ultimo turno)

1. Andreja Klepač (ultimo turno)
2. Stéphanie Dubois (Qualificato)
3. Melinda Czink (ultimo turno)
4. Hsieh Su-wei (Qualificato)

## Qualificati
1. Hsieh Su-wei
2. Evgenija Rodina

1. Yuan Meng
2. Stéphanie Dubois

## Tabellone

### Legenda
| - Q = Qualificato - WC = Wild card - LL = Lucky loser | - ALT = Alternate - SE = Special Exempt - PR = Protected Ranking | - w/o = Walkover - r = Ritirato - d = Squalificato |

### Sezione 1
|  | Primo turno | Primo turno                | Primo turno                | Primo turno | Primo turno |  |  | Ultimo turno | Ultimo turno | Ultimo turno | Ultimo turno | Ultimo turno |  |
|  |             |                            |                            |             |             |  |  |              |              |              |              |              |  |
|  |             | Alexa Glatch               | Alexa Glatch               | 7           | 6           |  |  |              |              |              |              |              |  |
|  | 1           | Barbora Zahlavova Strycova | Barbora Zahlavova Strycova | 6           | 3           |  |  |              | Alexa Glatch | Alexa Glatch | 3            | 4            |  |
|  | 8           | Hsieh Su-wei               | Hsieh Su-wei               | 6           | 6           |  |  | 8            | Hsieh Su-wei | Hsieh Su-wei | 6            | 6            |  |
|  |             | Madison Brengle            | Madison Brengle            | 3           | 2           |  |  |              |              |              |              |              |  |

### Sezione 2
|  | Primo turno | Primo turno              | Primo turno              | Primo turno | Primo turno |  |  | Ultimo turno | Ultimo turno    | Ultimo turno    | Ultimo turno | Ultimo turno |  |
|  |             |                          |                          |             |             |  |  |              |                 |                 |              |              |  |
|  | 2           | Evgenija Rodina          | Evgenija Rodina          | 6           | 6           |  |  |              |                 |                 |              |              |  |
|  |             | Ol'ga Alekseevna Pučkova | Ol'ga Alekseevna Pučkova | 2           | 1           |  |  | 2            | Evgenija Rodina | Evgenija Rodina | 6            | 6            |  |
|  | 7           | Melinda Czink            | Melinda Czink            | 6           | 7           |  |  | 7            | Melinda Czink   | Melinda Czink   | 2            | 3            |  |
|  |             | Ol'ga Savčuk             | Ol'ga Savčuk             | 3           | 6(1)        |  |  |              |                 |                 |              |              |  |

### Sezione 3
|  | Primo turno | Primo turno        | Primo turno   | Primo turno | Primo turno |  |  | Ultimo turno | Ultimo turno   | Ultimo turno | Ultimo turno | Ultimo turno |  |
|  |             |                    |               |             |             |  |  |              |                |              |              |              |  |
|  | 3           | Yuan Meng          | Yuan Meng     | 6           | 6           |  |  |              |                |              |              |              |  |
|  |             | Katie O'brien      | Katie O'brien | 2           | 2           |  |  | 3            | Yuan Meng      | 1            | 6            | 6            |  |
|  | 5           | Andreja Klepač     | 2             | 6           | 6           |  |  | 5            | Andreja Klepač | 6            | 3            | 4            |  |
|  |             | Rosana De Los Rios | 6             | 2           | 1           |  |  |              |                |              |              |              |  |

### Sezione 4
|  | Primo turno | Primo turno        | Primo turno      | Primo turno | Primo turno |  |  | Ultimo turno | Ultimo turno       | Ultimo turno       | Ultimo turno | Ultimo turno |  |
|  |             |                    |                  |             |             |  |  |              |                    |                    |              |              |  |
|  | 4           | Mathilde Johansson | 6                | 2           | 7           |  |  |              |                    |                    |              |              |  |
|  |             | Mashona Washington | 3                | 6           | 65          |  |  | 4            | Mathilde Johansson | Mathilde Johansson | 3            | 3            |  |
|  | 6           | Stéphanie Dubois   | Stéphanie Dubois | 6           | 6           |  |  | 6            | Stéphanie Dubois   | Stéphanie Dubois   | 6            | 6            |  |
|  |             | Martina Müller     | Martina Müller   | 1           | 2           |  |  |              |                    |                    |              |              |  |